# Blakea multiflora
Blakea multiflora är en tvåhjärtbladig växtart som beskrevs av David Don. Blakea multiflora ingår i släktet Blakea och familjen Melastomataceae. Inga underarter finns listade i Catalogue of Life.